# قشدة (نبات)

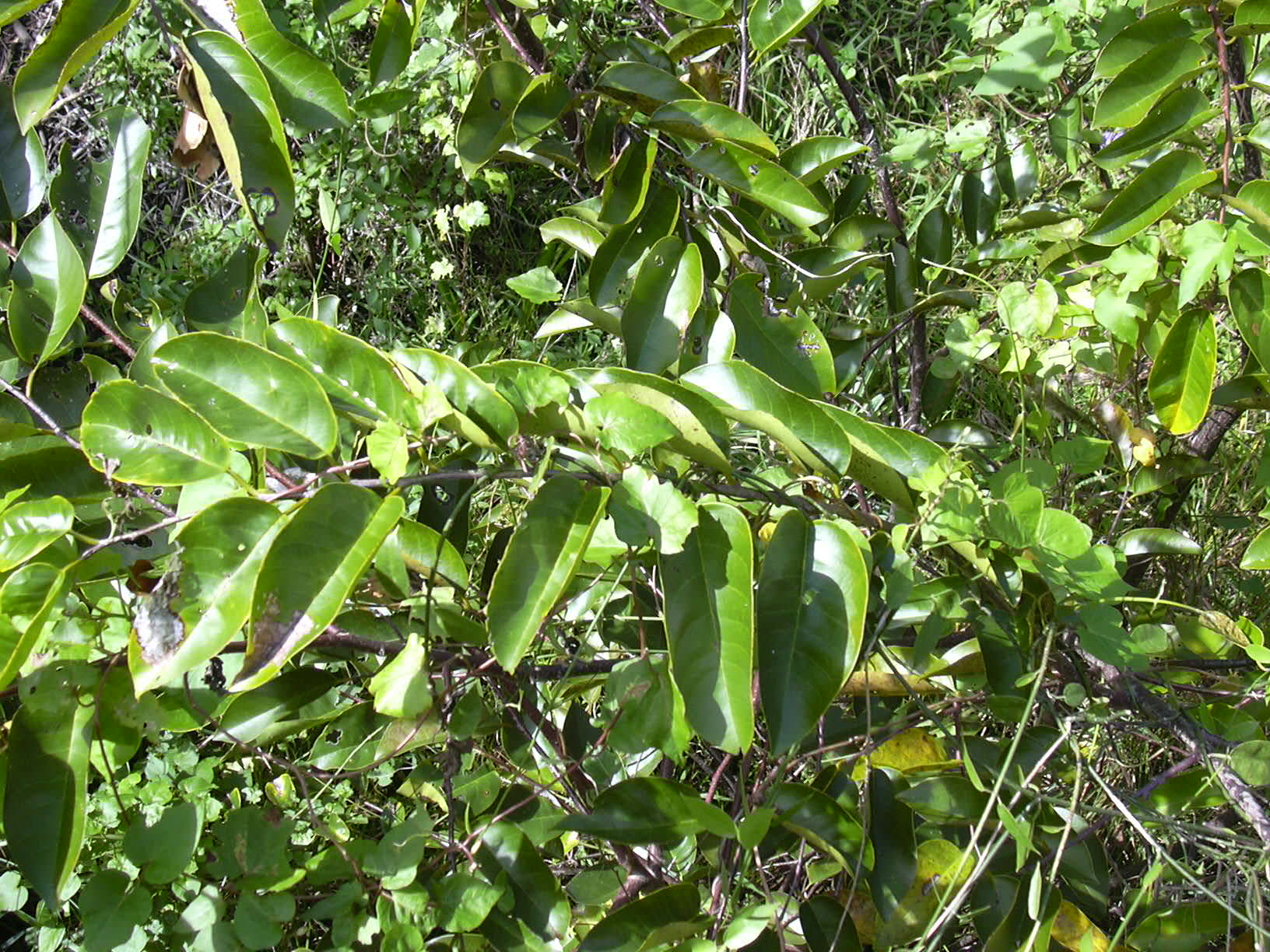
نبات القشدة

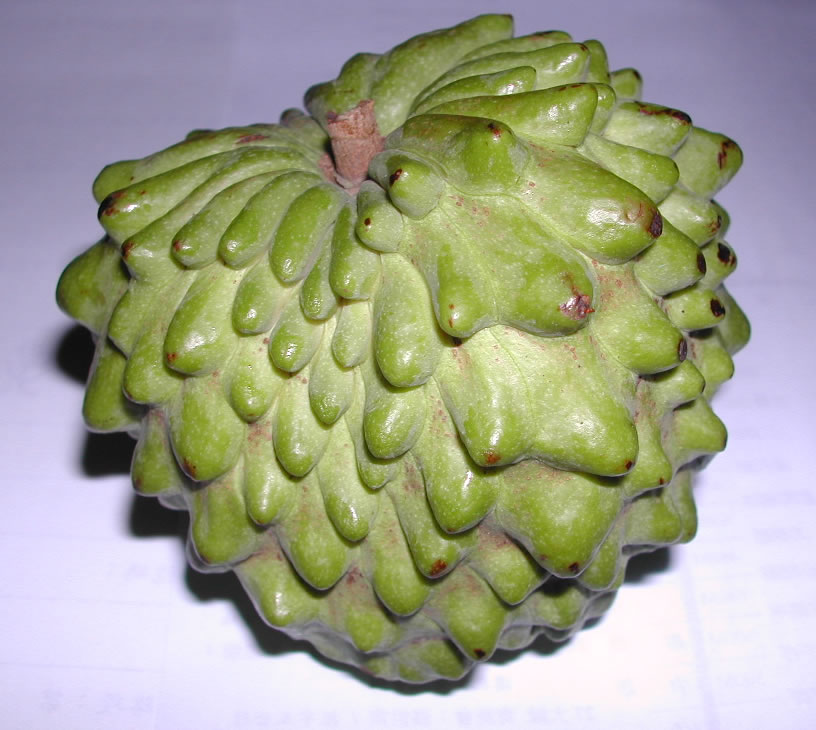
ثمرة نبات القشدة

نبات القِشْطَة أو القِشدة هو نبات من فصيلة القشديات.
تنتشر زراعته في السودان واليمن حيث تعرف هذه الثمرة في اليمن باسم (خِرْمِش) وكانت تعرف باسم السفرجل الهندي أو الأناناس الهندي وتنتشر في منطقة وادي اسلم والمحابشة والمنحدرات الغربية وتزرع بعض أشجار منها في غزة وتنتشر في مصر في محافظات الإسكندرية والشرقية (انشاص) والجيزة (الهرم) والمنيا وأسوان.

## الوصف النباتي
من أشجار فاكهة المناطق الحارة وهي نصف متساقطة وقد تكون متساقطة والشجرة متوسطة الحجم، توجد البراعم تحت اعناق الأوراق طويلة رمحية حادة تسقط قبل بدء ظهور النموات الجديدة، المجموع الجذري سطحي والثمرة متجمعة تسمى syncarpium وهي كرابل ملتحمة بالتخت اللبي وتحتوي كل كربلة على بذرة واحدة كما تحتوي الثمرة الواحدة على عدد كبير من البذور وللقشدة عدة أنواع أهمها:
القشدة البلدي A.spuamosa - suger apple-Anona
الشجرة نصف متساقطة صغيرة الحجم تصل لارتفاع 2-7 متر، تتحمل البرد، ذات موسم أزهار طويل، يمكن زراعتها بنجاح من شاطئ البحر الأبيض إلى اسوان عدا الواحات، الورقة صغيرة رمحية أو بيضاوية أو مستطيلة بيضاوية طولها 5-17 سم وعرضها 2-7 سم وطول العنق 0.7-1.5 سم جلدية لونها اخضر باهت وتسقط الأوراق متاخره في الربيع من منتصف أبريل، الأزهار منفردة أو زوجية، الثمرة بيضية مستديرة قطرها 5-10 سم لونها اخضر مصفر ذات فصوص عديدة ظاهرة تنفصل عن بعضها عند النضج والبذور صغيرة سوداء لامعة وتنضج في أغسطس إلى أكتوبر. وتمتاز القشدة اليمني عن المصري باتها اقل وزنا واصغر حجما وأكثر حلاوة ولبها وبذورها اغمق لونا.لب

## قشدة شريموليا
الشجرة متساقطة صغيرة أكبر من البلدي قائمة أو منتشرة النمو تصل لارتفاع 5-7 متر، ويمكن زراعتها بنجاح في مناطق شمال الدلتا حيث تحتاج إلى جو معتدل ولذلك تعتبر من فاكهة المنطقة شبة الاستوائية، وهي أكثر الأنواع تحملاً للبرد. الورقة كبيرة بيضاوية طولها 10-25 سم، سطحها السفلي قطيفي الملمس، وتسقط مبكراً في الربيع (مارس).الأزهار منفردة أو 2-3 أزهار، الثمرة شبة كروية أو مخروطية طولها 7.5-12.5 سم أو أكثر شبة ملساء لونها اخضر فاتح ليس من السهل فصل فصوصها عن بعضها حيث تندمج انسجة الكرابل مع التخت، البذور قليلة العدد بنية اللون مطفية أو سوداء اللون واللب أبيض كريمي أو مصفر ذو رائحة عطرية وقوام لين شديد الحلاوة، تنضج في أكتوبر إلى نوفمبر.

## القشدة قلب الثور
وتسمى أيضاً الشريفة A.reticulata - custard apple –Bullocks heart –Ramphal – Mamon
الشجرة متساقطة متوسطة الحجم تصل لارتفاع 3-7 متر ذات نمو غير منتظم تتحمل البرد، يمكن زراعتها بنجاح على حافة الصحراء، كما تزرع على نطاق صغير في المناطق الاستوائية وتحت الاستوائية. الأوراق جلدية مستطيلة متوسطة الحجم طولها 30.5 سم وعرضها 2-7 سم خالية من الزغب الأزهار 2-10 معا في مجاميع والثمرة مستديرة أو بيضاوية قطرها 10-12 سم ملساء ملونة باللون الأحمر البني عند النضج بها عدد كبير من البذور السوداء اللون، تمتاز بأنها ابكر أنواع القشدة ظهورا في السوق فهي تنضج في يونيو ويوليو. اللب أبيض مصفر أو قشدي عطري وهو حبيبي قليل عند القشرة

## القيمة الغذائية
ثبت أن كل 100 جم ثمار تحتوي على 72 جم ماء / 1.1 جم بروتين، 0.5 جم / دهون، 0.8 رماد /21.5 جم كربوهيدرات / (سكر مختزل 12.8% وسكروز 7.2%) 0.5 جم ألياف.

## الأزهار والتلقيح
عديد الحمل ثنائية الجنس، تزهر وتثمر الأشجار بعد حوالي 3 سنوات من الزراعة المستديمة، البراعم الزهرية مختلطة تحمل جانبياً على أفرع بعمر سنة أو على أفرع قصيرة تشبة الدوابر، ويتكشف البرعم عن نمو خضري يحمل النورة الزهرية طرفيا وتظهر الأزهار كما لو كانت جانبية مثل العنب تماما والأزهار خنثى، في حالة القشدة الهندي تكون الأزهار فردية عادة وقد تكون زوجية أو ثلاثية أحياناً وفي حالة القشدة قلب الثور تكون الأزهار في مجاميع محمولة على الأفرع الحديثة بينما في القشدة البلدي توجد الأزهار في مجاميع غالباً مكونة من 2-3 أزهار وأحياناً فردية على أفرع حديثة وقليلاً منها مسن، وقد يبدا تفتح الأزهار في نفس الوقت تقريبا الذي تسقط فية الأوراق وقد توجد أزهار في طور التكوين بعد تساقط الأوراق بحوالي 3 شهور ولا تعقد الأزهار المتفتحة في غياب الأوراق بنفس الدرجة التي تعقد بها الأزهار المتفتحة في وجود الأوراق الحديثة ولوجود المياسم في قرص مستقل وفي مستوى أعلى من الموجودة أيضا في مجموعة مستقلة حيث أن الأزهار سفلية Hypogynous وأيضا لاختلاف موعد نضج المتك عن موعد نضج المياسم في نفس الزهرة يرجع لوجود ظاهرة الDichogamy حيث أن الأزهار مبكرة المناع Protogenous وكذلك لقلة الرائحة التي تجذب الحشرات لهذة الأسباب الثلاثة من الضروري إجراء التلقيح صناعيا بواسطة الإنسان، اذ ان الأشجار إذا ترك تلقيحها للطبيعة ستنتج محصولا قليلاً جدا ثماره مشوهة غير منتظمة الشكل وذلك بسبب التلقيح الخلطي الذي يتم بدرجة غير كافية عن طريق الحشرات التي تنقل حبوب اللقاح من زهرة إلى أخرى حديثة التفتح، وقد لا تحتاج القشدة البلدي إلى تلقيح صناعي باليد ولكن ثبت أن اجراءه أدى إلى زيادة المحصول.
ولاجراء التلقيح الصناعي باليد تجمع قبل الغروب الأزهار الكبيرة السن عند تمام تفتحها وبحيث تكون اجزائها متماسكة ولونها فاتح وغير ذابلة تماما ويفضل أن تجمع الأزهار من الأفرع العالية من اطرافها حيث أن مثل هذة الأزهار العليا الطرفية عادة لاتكون ثمار وهي عرضة للتساقط تؤخذ منها حبوب اللقاح وتحفظ إلى الصباح في وعاء زجاجي مغطى باستمرار وبواسطة فرشاة نمرة 3 وتحمل بحبوب اللقاح وتمرر على المياسم فيتم التلقيح وذلك بان تمسك الزهرة باليد اليسرى ثم تحني إحدى البتلات إلى الخلف حتى يظهر ما بداخل المخروط ثم تدخل فرشة التلقيح بما عليها من حبوب لقاح باليد اليمنى إلى قلب الزهرة وتلمس بها سطح المادة الميسمية اللزجة عدة مرات، ويكفي لتلقيح الشجرة الواحدة في المرة الواحدة حوالي خمسة أزهار ويكرر التلقيح في الشجرة حوالي 8 مرات أثناء موسم الأزهار أي من مايو: يوليو والأزهار الصالحة للتلقيح هي الأزهار صغيرة السن نسبيا وتكون مياسمها منداة بمادة سكرية تكثر عندما تكون الأزهار على وشك التفتح البتلات قد بدات في التباعد عن بعضها. تزهر القشدة في أبريل في الوجة القبلي وفي يونية في الوجة البحري خاصة في المناطق الساحلية وقد تطول فترة الأزهار بالنسبة للقشدة الهندي أكبر من القشدة البلدي بنحو 2-3 اسابيع بينما يتاخر نضج ثمارها عن ثمار القشدة البلدي اما القشدة قلب الثور فتزهر في يوليو وأغسطس دون إعطاء أي ثمار ثم تزهر مرة أخرى في نوفمبر وديسمبر وتعطي ثمار في يونية ويوليو أي في وقت لا توجد فية أي نوع اخر من القشدة، وتنضج الثمرة بعد حوالي 5-8 أشهر من تلقيحها وقد تزيد عن ذلك لو تاخر التلقيح بحيث يحل الشتاء والثمار لا زالت في دور العقد، وإذا لم تخصب البويضة لا تتكون وتثمر الكربلة ويظهر انخفاض في سطح الثمرة مكان الكربلة ونتيجة لعدم نمو بعض هذة الكرابل تاخذ الثمرة اشكالا مختلفة

## طرق التكاثر
1. البذور: إذ زرعت عقب استخراجها من الثمار مباشرة تكون نسبة الإنبات عالية، كما يمكن الحصول على نسبة انبات عالية في أقصر وقت وذلك بتعريض البذور في اقل من 45 يوم، كذلك يمكن تقصير فترة الإنبات بصنفرة القشرة الخارجية أو بنقع البذور لمدة ثلاثة أيام في ماء دافئ مع تغيير الماء يوميا. وتزرع البذور اما في صناديق خشبية أو في خطوط أو سطور تبعد عن بعضها 50 سم وبعمق لايزيد عن 2 سم، وعندما يصل ارتفاع الشتلة إلى حوالي 10 سم تنقل إلى قصرية نمرة 10 حتى يصل طولها لحوالي 20 سم فتنقل إلى قصرية أكبر أو تنقل إلى المشتل في مارس وتطعم في مايو إذا كان النمو جيدا وفي أغسطس إذا كان النمو ضعيفا.
2. العقل: تؤخذ من خشب ناضج أثناء دور الراحة فتزرع في بيئة رملية وتوالى بالري فتخرج عليها الجذور بعد 5:4 اسابيع
3. التطعيم: في حالة القشدة الهندي ويكون بالعين أو بالقلم على الاصول التالية

- القشدة جلابرا A.glabra: ثمارها كبيرة الحجم ملساء لونها أصفر عند النضج واللب ليفي له طعم غير مقبول، ويستعمل كاصل
- القشدة البلدي: في حالة الرغبة في الحصول على أشجار قصيرة، حيث أنه أصل مقصّر، ولا ينصح باستعماله في الأرض سيئة التصريف، حيث تصاب الأشجار بمرض تعفن الجذور.
- القشدة الهندي: أصل جيد. تنقل الأشجار المطعّمة من المشتل إلى الأرض الدائمة بعد حوالي سنة من نجاح التطعيم وتزرع، على أن توالى بالري كل اسبوع صيفاً وكل شهر شتاء في حالة الأرض الثقيلة وتقلل الفترة في حالة الأرض الخفيفة أو الرملية.

### الجو المناسب:
تحتاج أشجار القشدة الهندي بالرغم من أنها من فاكهة المناطق الاستوائية إلى جو معتدل صيفاً وشتاء حيث أن برودة الجو تسبب صغر حجم الثمار وعدم نضجها تماما ولذلك تجود في المناطق الساحلية حيث أن الحرارة معتدلة نسبيا طول السنة والرطوبة ليست عالية أثناء نضج الثمار بينما القشدة البلدي تحتاج إلى جو حار ورطوبة قليلة نسبيا حيث أن الجو الرطب يحسن من نسبة عقد الثمار ولذلك تجود في المناطق الداخلية حيث تشتد الحرارة والبرودة وتنخفض الرطوبة وخاصة في الصيف. من ذلك يتضح أن الجو الجاف يحسن كثيرا من الأزهار بينما الجو الرطب يحسن من عقد الثمار في جميع الحالات وكلما اشتدت الحرارة والجفاف قصرت الفترة التي تصبح فيها الأزهار صالحة للتلقيح.

## الأرض المناسبة
أفضل تربة لزراعة الأشجار هي التربة الطميية الخفيفة الخصبة الجيدة الصرف فهي اقل تحملا للتهوية الرديئة والرطوبة الأرضية العالية عن أشجار الموالح مثلا ولكنها أكثر تحملا عن أشجار الزبدية، ويمكن زراعة الأشجار في أنواع كثيرة من الأراضي مثل الطينية والرملية بشرط العناية بالتسميد والري كما في الموالح والمانجو والزيتون والنخيل مع ملاحظة أن أشجار القشدة البلدي تجود في التربة الجيرية

## مسافات الزراعة
تزرع الأشجار على بعد 5×7 متر في الأرض العادية وعلى بعد 3.5×5 متر في التربة الخفيفة والرملية
التسميد: في حالة التربة الثقيلة قد لا تحتاج الأشجار إلى تسميد الا إذا كان النمو ضعيفا وفي هذة الحالة تسمد بحوالي 15 متر مكعب سماد بلدي للفدان مع جوال نترات جير. اما في حالة التربة الخفيفة أو الرملية فيجب إضافة حوالي 25 متر مكعب سماد بلدي للفدان مع 100-200 كجم نترات + 200 كجم سوبر فُسفات + 100 كجم سلفات بوتاسيوم للفدان تضاف على ثلاث دفعات الأولى قبل ظهور الأوراق الجديدة مباشرة أي في مارس وأبريل ودفعة ثانية بعد التلقيح والعقد أي في يوليو والدفعة الثالثة أثناء نمو الثمار في أغسطس وسبتمبر، ويفضل زراعة الاسمدة الخضراء

## الري
تتحمل أشجار القشدة البلدي جفاف التربة والعطش بدرجة أكبر من الأنواع الأخرى إلا أن العناية بالري تزيد من المحصول ففي التربة الثقيلة تروي كل اسبوع صيفاً وكل شهر شتاء حسب الحاجة وجو المنطقة مع منع الري دون تعطيش أو تروى على فترات متباعدة وبكمية قليلة من منتصف ديسمبر إلى اواخر فبراير ميعاد أول رية، بينما في التربة الرملية والخفيفة يزداد عدد الريات فتروي كل 4-5 أيام صيفاً وكل 15-20 يوما شتاء حسب الحاجة وجو المنطقة لا يمنع الري من منتصف ديسمبر إلى أواخر فبراير بل تطول الفترة بين الريات وتقلل كمية الري.

## التقليم
- تقليم تربية: تترك الأشجار لتنمو بحالتها الطبيعية مع مراعاة أن يكون شكل الشجرة منتظماً والقلب مفتوح نسبياً يتخلله الضوء والهواء
- تقليم الأشجار المثمرة: ثبت أن التقليم المتوسط سنوياً يجعل حجم الشجرة اصغر من حجمها الطبيعي ولكن لا يمنع الأفرع الجديدة من التزهير بشكل طبيعي كما أنة يزيد من حجم الثمار وعلية يقتصر التقليم على إزالة الأفرع الجافة والمصابة مع خف الأفرع المتشابكة والمتزاحمة وتقصير طول الأفرع الرئيسية للحد من ارتفاع هيكل الشجرة أكثر من اللازم لسهولة إجراء عمليات الخدمة المختلفة

بالنسبة لفاعليتها: تساعد القشدة على المساعدة في الشفاء لعدة أمراض منها السرطان وأمراض القلب والسكر

## فوائد القشدة
- تساهم في رفع المناعة من خلال احتوائها على فيتامين ج المضاد للأكسدة.
- وقاية القلب من الأمراض، حيث تحتوي على الكثير من الألياف الذائبة والتي تعمل على خفض الكوليسترول السيئ.

## انظر أيضََا
- قشدة شائكة
- قشدة شريموليا
- قشدة صدفية
- قشدة هندي
- قشدة دندروم
- سفرجل هندي  – اسم يطلق على ثمرة نبات القشدة الصدفية.
- دوريان – نبات مُشابه.
- دوريان زبادي